# Xanthoparmelia indumenica
Xanthoparmelia indumenica är en lavart som beskrevs av Hale. Xanthoparmelia indumenica ingår i släktet Xanthoparmelia och familjen Parmeliaceae.   Inga underarter finns listade i Catalogue of Life.